# Budy Rządowe

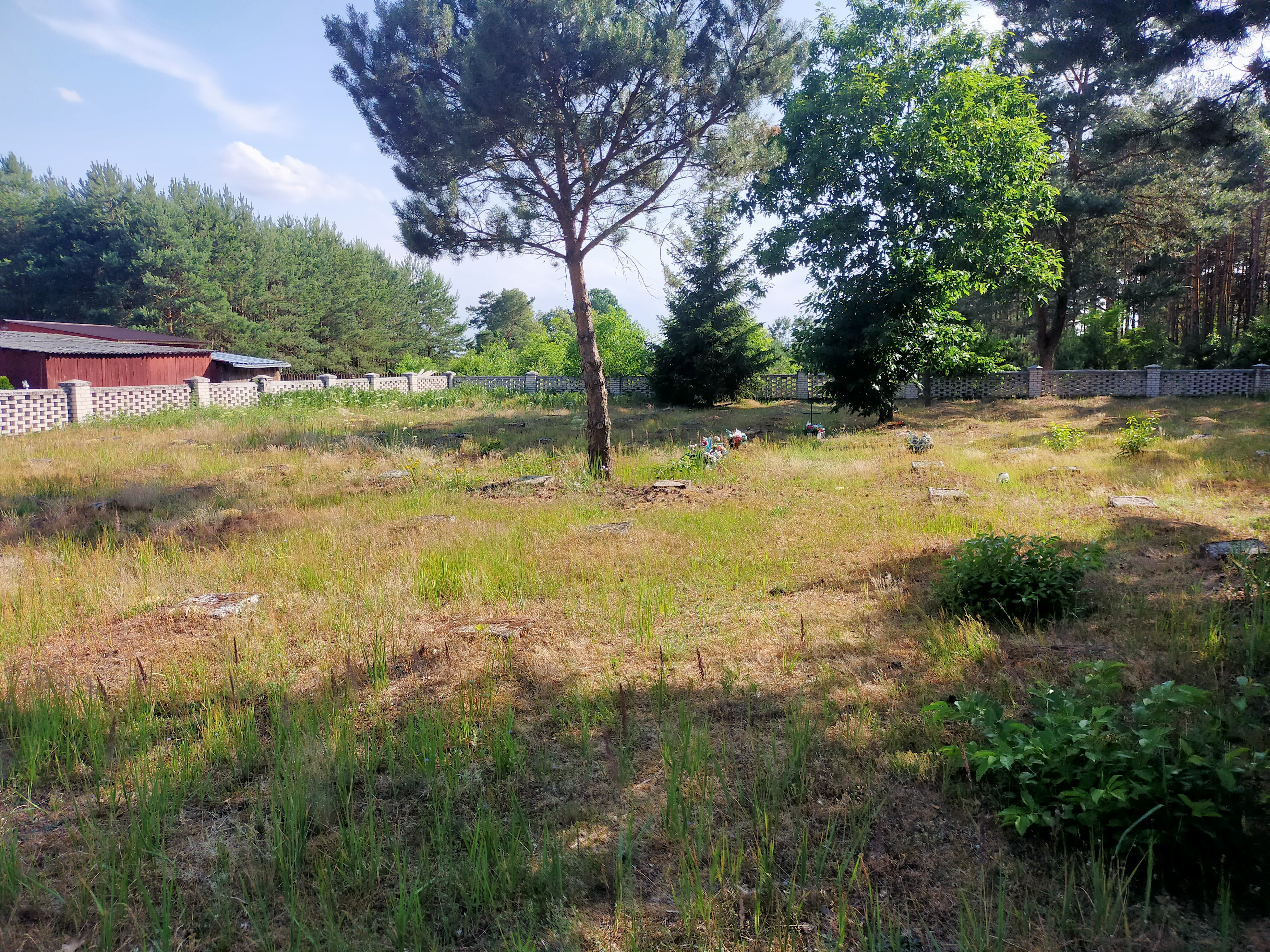
Cmentarz żołnierzy radzieckich i niemieckich

Budy Rządowe – wieś w Polsce położona w województwie mazowieckim, w powiecie przasnyskim, w gminie Jednorożec.
W skład sołectwa Budy Rządowe wchodzi także osada Budziska i wieś Nakieł.

## Nazwa
Określeniem budy nazywano prymitywne domy robotników leśnych, którzy pracowali przy wytopie smoły, pozyskiwaniu węgla drzewnego i drewna. Pierwotnie Budy mogły być osadą zamieszkaną przez takich ludzi. Budami nazywano też stanowiska, w których bartnicy stawiali swoje schrony. Do bud, wymienianych w lustracjach dób królewskich, przynależały bory bartników. Budy budowali też strzelcy (osocznicy).
Nazwa Budy Przysieki jest określeniem kulturowym związanym ze wzmocnieniami obronnymi, zasiekami. Może oznaczać miejsce, gdzie wycięto drzewa w lesie. Notowane w II połowie XVIII wieku określenie Budy Popielarskie kieruje do wniosku, że w tym miejscu karczowano oraz wypalano las. Początkowo całą osadę zwano Budami Przysiekami, lecz w miarę rozwoju osadnictwa zaczęto rozróżniać Budy Rządowe (osada robotników leśnych) i Budy Prywatne (należące do Krasińskich pierwotne Budy Przysieki).

## Zmiany administracyjne
W 1815 wieś należała do dóbr Krasińskich w gminie Krasnosielc. Po powstaniu Księstwa Warszawskiego Budy Przysieki były częścią departamentu płockiego i powiatu przasnyskiego. W Królestwie Polskim włączono je do województwa płockiego, obwodu przasnyskiego i powiatu przasnyskiego. W 1837 województwa przemianowano na gubernie, w 1842 obwody na powiaty, a powiaty na okręgi sądowe. Od 1867 Budy znalazły się w gminie Jednorożec, powiecie przasnyskim i guberni płockiej. Od 1919 wieś należała do powiatu przasnyskiego w województwie warszawskim. W 1933 utworzono gromady. Budy Rządowe należały do gromady Budy Rządowe (wraz z Budziskami i Nakłem). Z dniem 1 listopada 1939 do III Rzeszy wcielono północną część województwa warszawskiego, w tym powiat przasnyski i wieś Budy Rządowe jako część Rejencji Ciechanowskiej w prowincji Prusy Wschodnie. Gdy w 1944 przywrócono przedwojenną administrację, Budy Rządowe należały do powiatu przasnyskiego i województwa warszawskiego. W 1954 zlikwidowano gminy i zastąpiono je gromadami. W 1973 przywrócono istnienie gminy Jednorożec, do której ponownie należały Budy Rządowe. W latach 1975–1998 miejscowość administracyjnie należała do województwa ostrołęckiego. Od 1999 Budy Rządowe znajdują się w gminie Jednorożec w powiecie przasnyskim i województwie mazowieckim.

## Historia

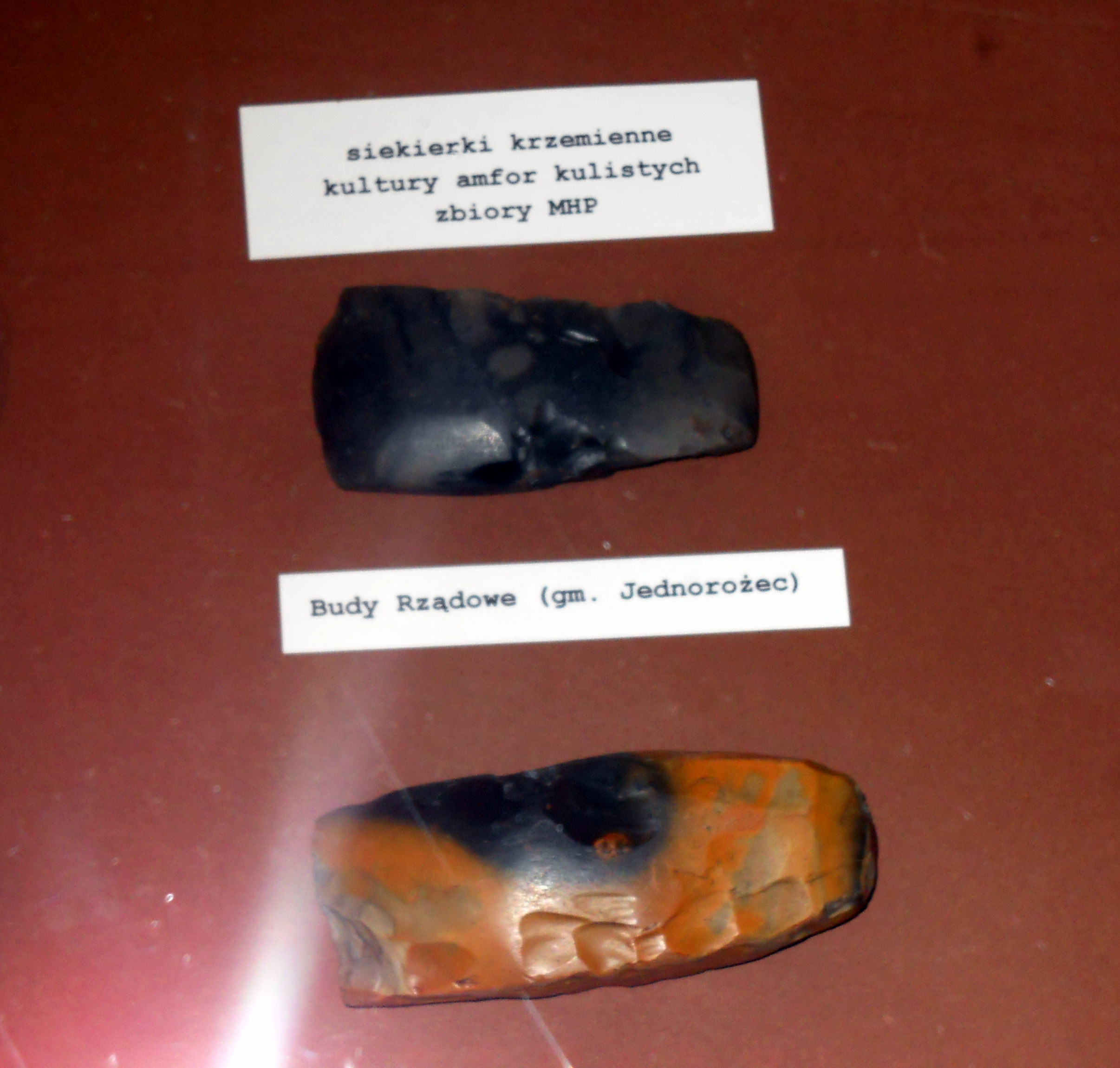
Artefakty kultury amfor kulistych odnalezione w Budach Rządowych

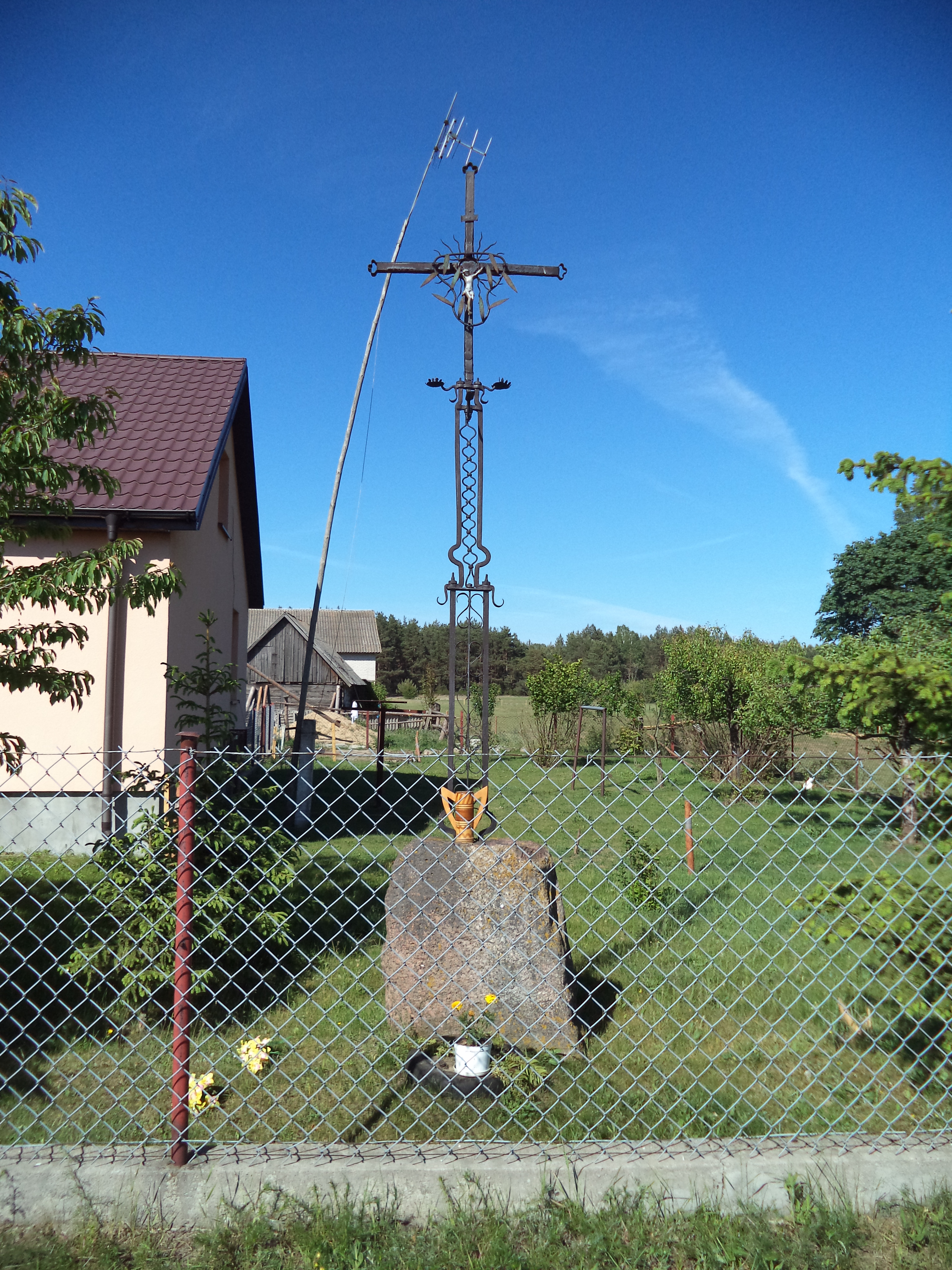
Krzyż z przełomu XIX i XX wieku

W granicach administracyjnych wsi odnaleziono ślady osadnictwa neolitycznego (kultura ceramiki sznurowej), z epoki brązu i średniowiecza, jak również osady z epoki kamienia, epoki brązu oraz prawdopodobne cmentarzysko z epoki brązu. 

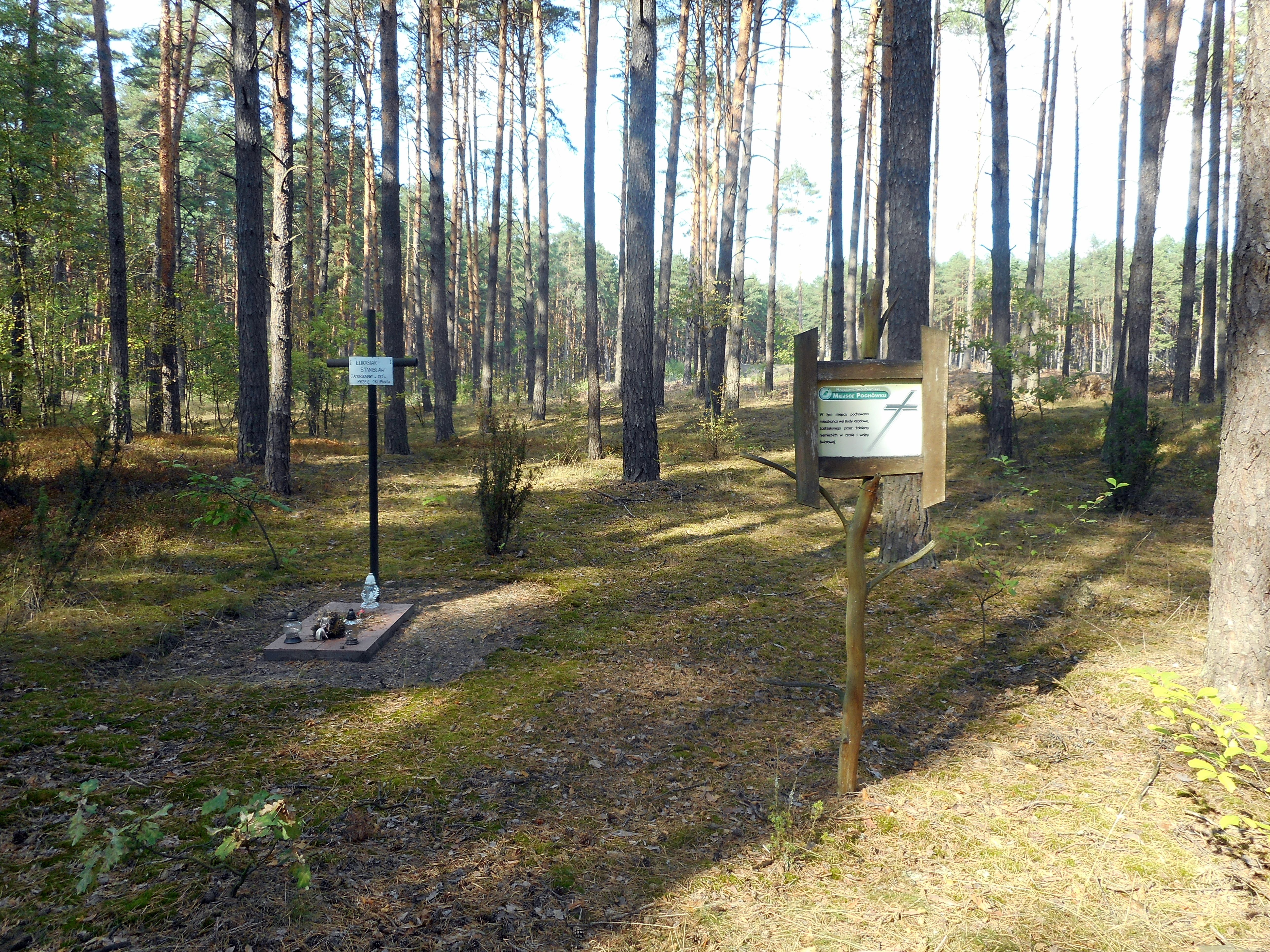
Miejsce śmierci Stanisława Łukasiaka z Bud Rządowych zamordowanego przez Niemców w 1915. Łukasiak nie chciał oddać okupantowi ostatniej krowy, żywicielki rodziny. Grób znajduje się w lesie koło Budzisk. Tędy dawniej biegła droga z Budzisk do Bud Rządowych

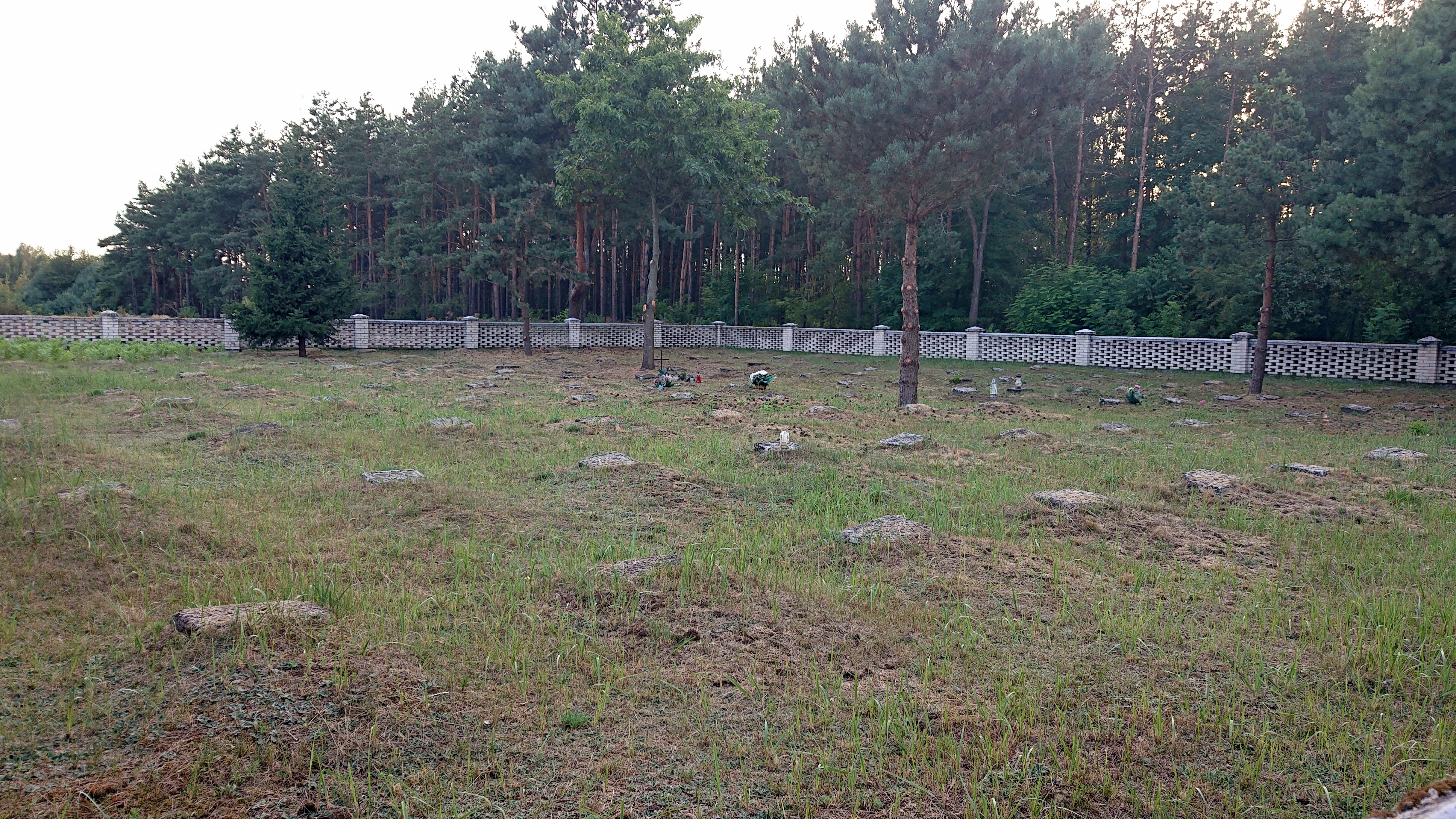
Cmentarz wojenny w Budach Rządowych

W spisie podatku podymnego z 1775 pojawia się osada Budy Popielarskie licząca 3 dymy. Wieś Budy przysieki notowana jest w wizytacji parafii Krasnosielc w 1783. W lustracji dóbr królewskich z 1789 zapisano, że wieś istniała od około 15 lat, musiała więc powstać około 1774. W 1789 mieszkało tu 4 gospodarzy, z których każdy co roku odrabiał 3 dni pańszczyzny w żniwa i corocznie oferował 2 podwody. Pańszczyzna warta była 18 złotych polskich, dodatkowo czynsz ze wsi wynosił 40 złotych polskich. Miejscowość określono w lustracji jako nova colonia. Obraz statystyczny powiatu przasnyskiego z 1815 podaje, że we wsi Budy Przysieki było 12 domów z 74 mieszkańcami (33 mężczyzn i 41 kobiet), dwa lata później – 75 osób. W 1816 w pobliżu wsi Przysieki otwarto kopalnię bursztynu. W 1827 w Budach Przysiekach istniało 16 domów, w których żyło 100 mieszkańców. Część wsi była rządowa, a część prywatna (Krasińskich). Na mapie kwatermistrzostwa, która dla omawianego terenu powstała przed powstaniem listopadowym, widzimy osadę Budy Przysieki przeciętą drogą, złożoną z czterech części i kilkunastu domów.
Słownik geograficzny Królestwa Polskiego i innych krajów słowiańskich wydany w 1882 wspomina, że istniały Budy Przysieki rządowe i prywatne. W dwa lata starszym opisie wsi Budy Przysieki czytamy, że obok znajdowała się rządowa osada leśnej straży Budy Przysieki ze smolarnią, 1 domem i 5 mieszkańcami. W 1889 w Budach Rządowych mieszkało 4 Żydów. W końcu XIX wieku w Budach Przysiekach notowano jedną z 4 w gminie Jednorożec fabrykę smoły.
W okresie powstania styczniowego między Dynakiem, Budami Rządowymi a Cierpiętami odbyła się bitwa powstańców z Rosjanami. Określa się ją mianem bitwy pod Cierpiętami i datuje na 17 sierpnia 1863.
Od 1898 osoby z Bud Rządowych uszczęszczały do kościoła w Jednorożcu, który od 1889 był filią parafii Chorzele. W 1905 wieś Budy Rządowe dołączono do filii. W 1916, kiedy powstała parafia Jednorożec, Budy Rządowe włączono w jej granice.
W czasie I wojny światowej w pobliżu wsi przebiegał front wschodni. W lesie koło Bud Rządowych do dziś widoczne są umocnienia wojenne (okopy, ziemianki itp.), a także ślady po kolejce wąskotorowej. W wyniku działań wojennych wieś została zniszczona w 100%. Część mieszkańców udała się w bieżeństwo. W 1915 we wsi założono cmentarz wojenny, na którym pochowano żołnierzy z armii rosyjskiej i niemieckiej.
Według spisu powszechnego z 1921 Budy Rządowe liczyły 16 budynków mieszkalnych i 2 o innym przeznaczeniu. Mieszkało tu 97 osób: 49 mężczyzn i 48 kobiet. Rolnictwem zajmowała się część mieszkańców, pozostali pracowali w lesie, na kolei lub w tartaku. We wsi działała jednoklasowa szkoła powszechna.
W 1943 w ramach Ośrodka II „Liwiec” w Jednorożcu z siedzibą w Małowidzu powstał Pluton IV Budy Rządowe. Dowódcą jednostki Armii Krajowej z Bud Rządowych był Edmund Czaplicki ps. Kolba.
Na dzień 1 września 1939 we wsi mieszkało 150 osób. W dniu 1 stycznia 1945 liczebność mieszkańców określono na 265 osób. W 1947 wieś zajmowała powierzchnię 268,27 ha i liczyła 310 osób.
Gminna Spółdzielnia „Samopomoc Chłopska” w Jednorożcu otworzyła w Budach Rządowych sklep. Istniał tu jeden z punktów katechetycznych w parafii Jednorożec. W 1962 powstała Ochotnicza Straż Pożarna w Budach Rządowych. Remizę zbudowano w latach 80. XX wieku.
W 1961 w Nakle postawiono murowany budynek szkolny (tysiąclatkę), który rok później oddano do użytku. Placówka funkcjonowała jako szkoła podstawowa w Budach Rządowych, choć budynek znajdował się w sąsiednej wsi. W roku szkolnym 1973/1974 ośmioklasowa szkoła w Budach Rządowych kształciła 108 osób. W 2001 szkołę zlikwidowano z powodu małej liczby dzieci.
W latach 80. XX wieku Instytut Języka Polskiego Polskiej Akademii Nauk organizował we wsi obozy gwaroznawcze. Projektem kierowała Barbara Falińska.

## Współcześnie
Na dzień 25 listopada 2011 we wsi notowano 95 osób: 54 kobiety i 41 mężczyzn. Na dzień 31 grudnia 2014 wieś zamieszkiwały 14 osób w wieku przedprodukcyjnym, 55 w wieku produkcyjnym i 21 w wieku poprodukcyjnym, łącznie 90 osób. Cztery lata później w Budach Rządowych mieszkały 92 osoby, a w 2019 – 99.
Sołtysem sołectwa Budy Rządowe (Budy Rządowe, Nakieł, Budziska) jest Tomasz Płocharczyk.
We wsi zachowało się kilka drewnianych domów z międzywojnia, które są wpisane do gminnej ewidencji zabytków. W Budach Rządowych jest kilka kapliczek, figur i krzyży przydrożnych. Społeczność wsi gromadzi się przy wybranych krzyżach na nabożeństwo majowe. Wierni kościoła rzymskokatolickiego należą do parafii św. Floriana w Jednorożcu.
W 2017 przed budynkiem remizy strażackiej wystawiono figurę św. Floriana. Przeprowadzono remont remizy i wystawiono wiatę piknikową.
We wsi działa Koło Gospodyń Wiejskich.
Lasy okalające wieś należą do Nadleśnictwa Parciaki i są częścią Obszaru Natura 2000 Zachodniokurpiowskie Bory Sasankowe.

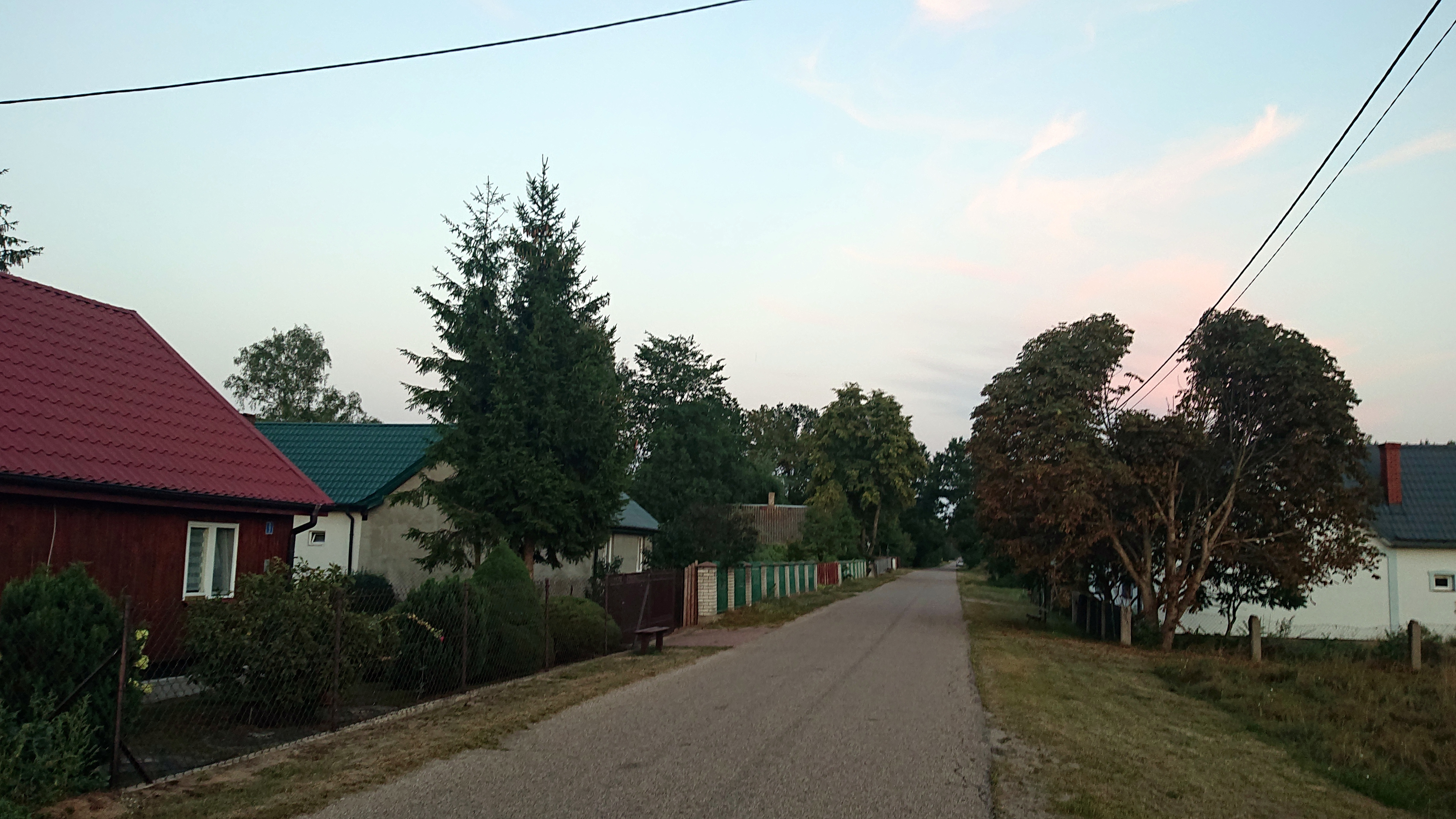
Zabudowania wsi Budy Rządowe
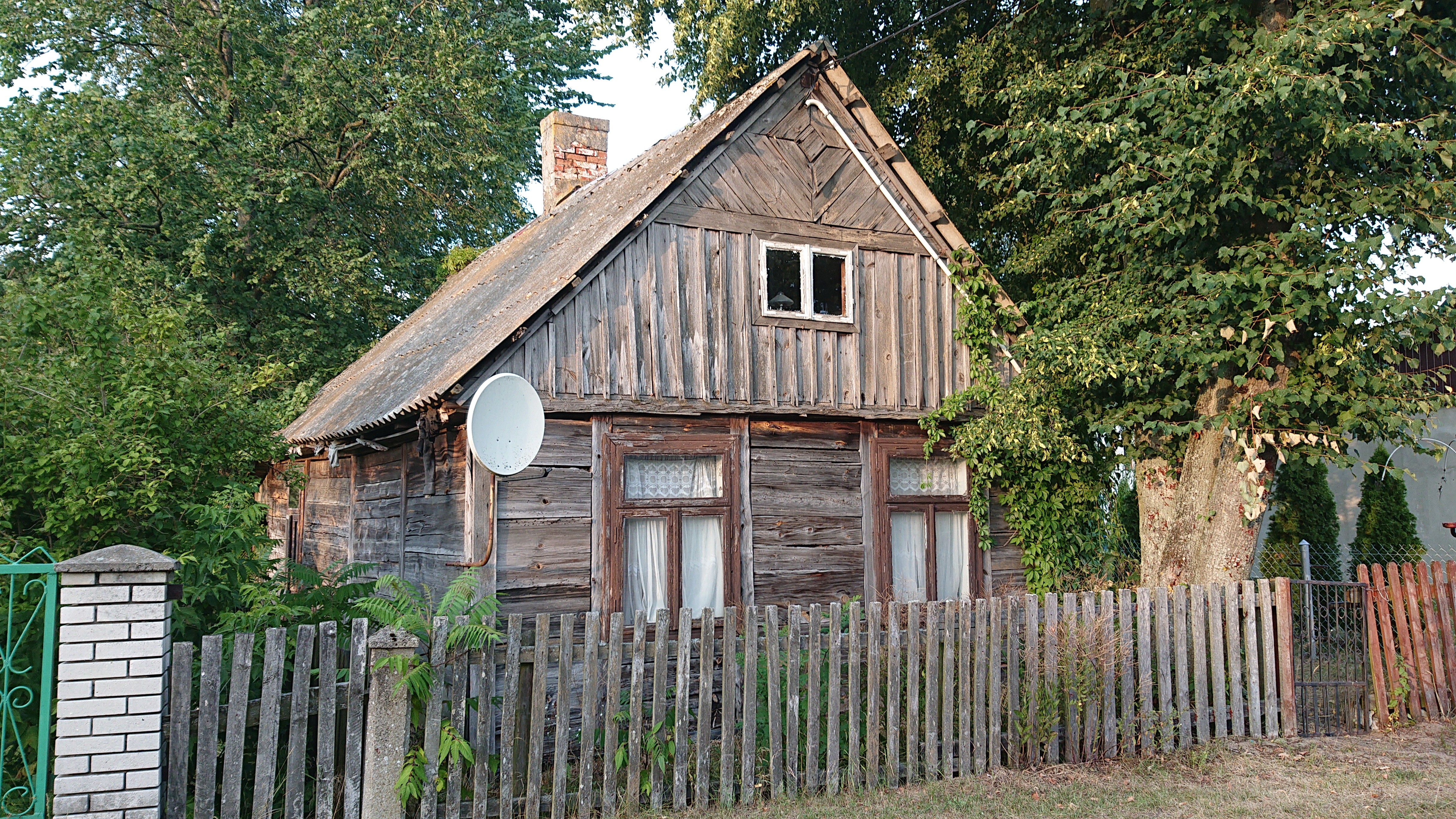
Jeden z domów z okresu międzywojennego
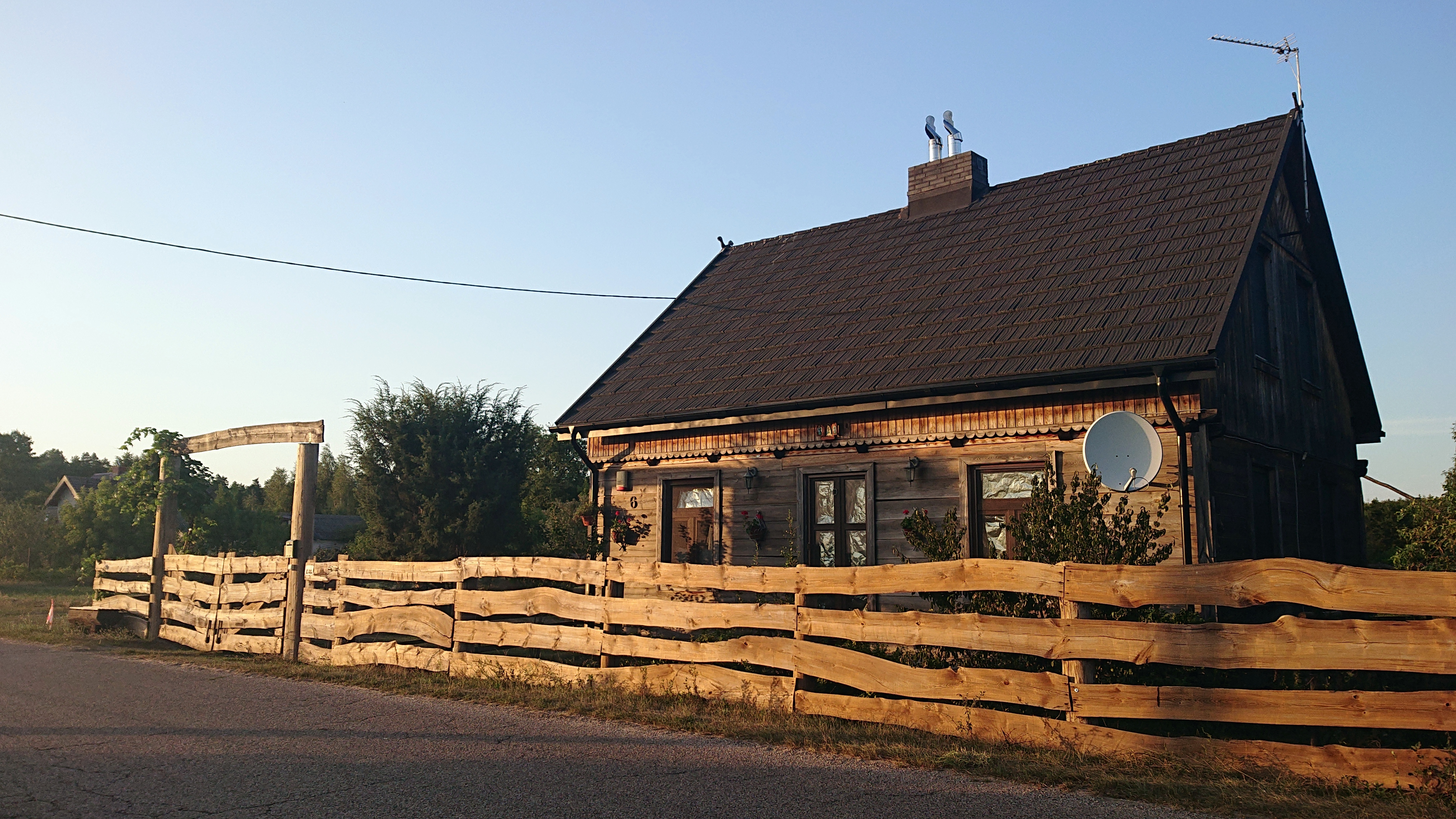
Dom stylizowany na kurpiowski (widoczne m.in. śparogi)
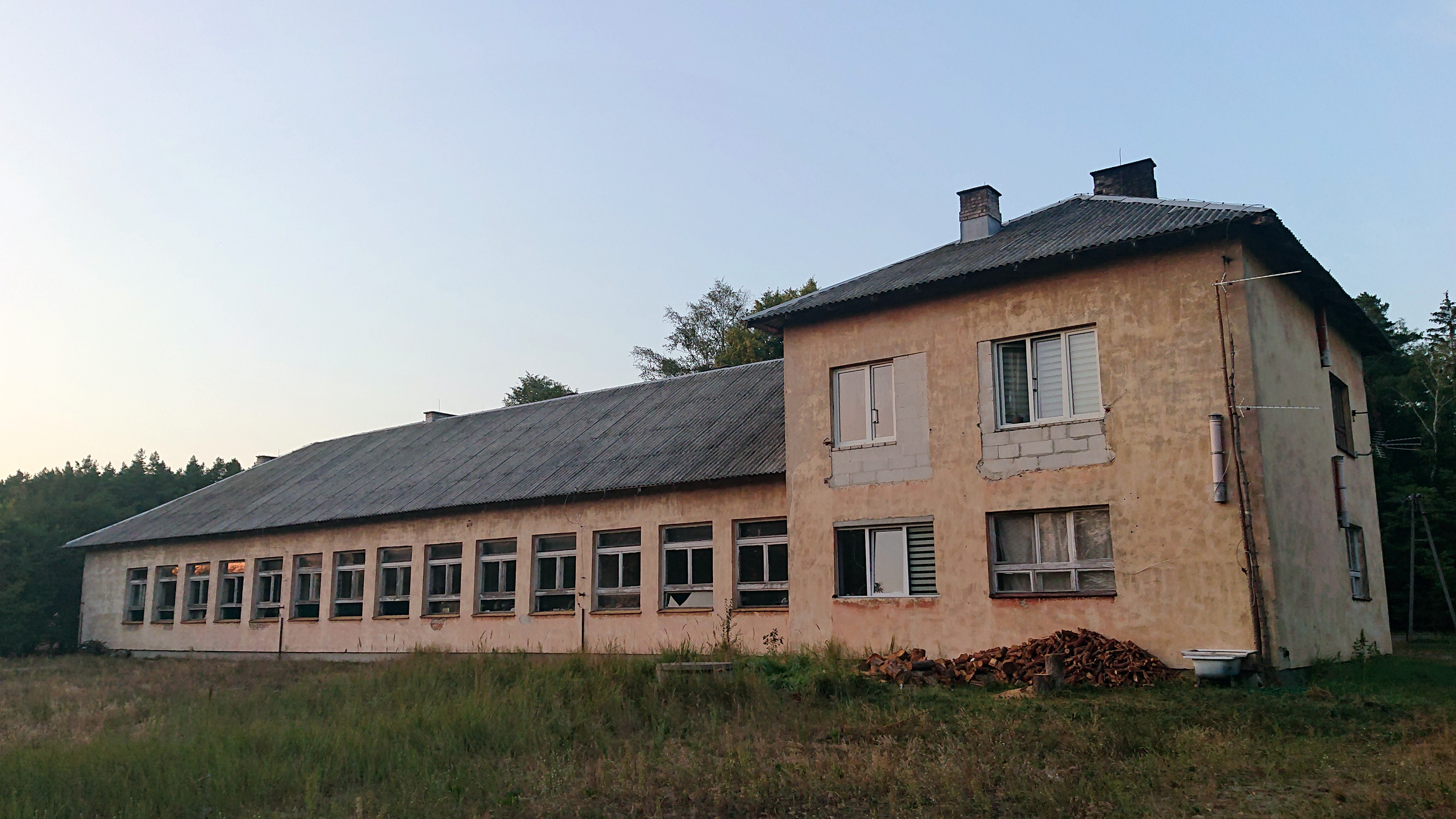
Nieczynna szkoła podstawowa w Budach Rządowych
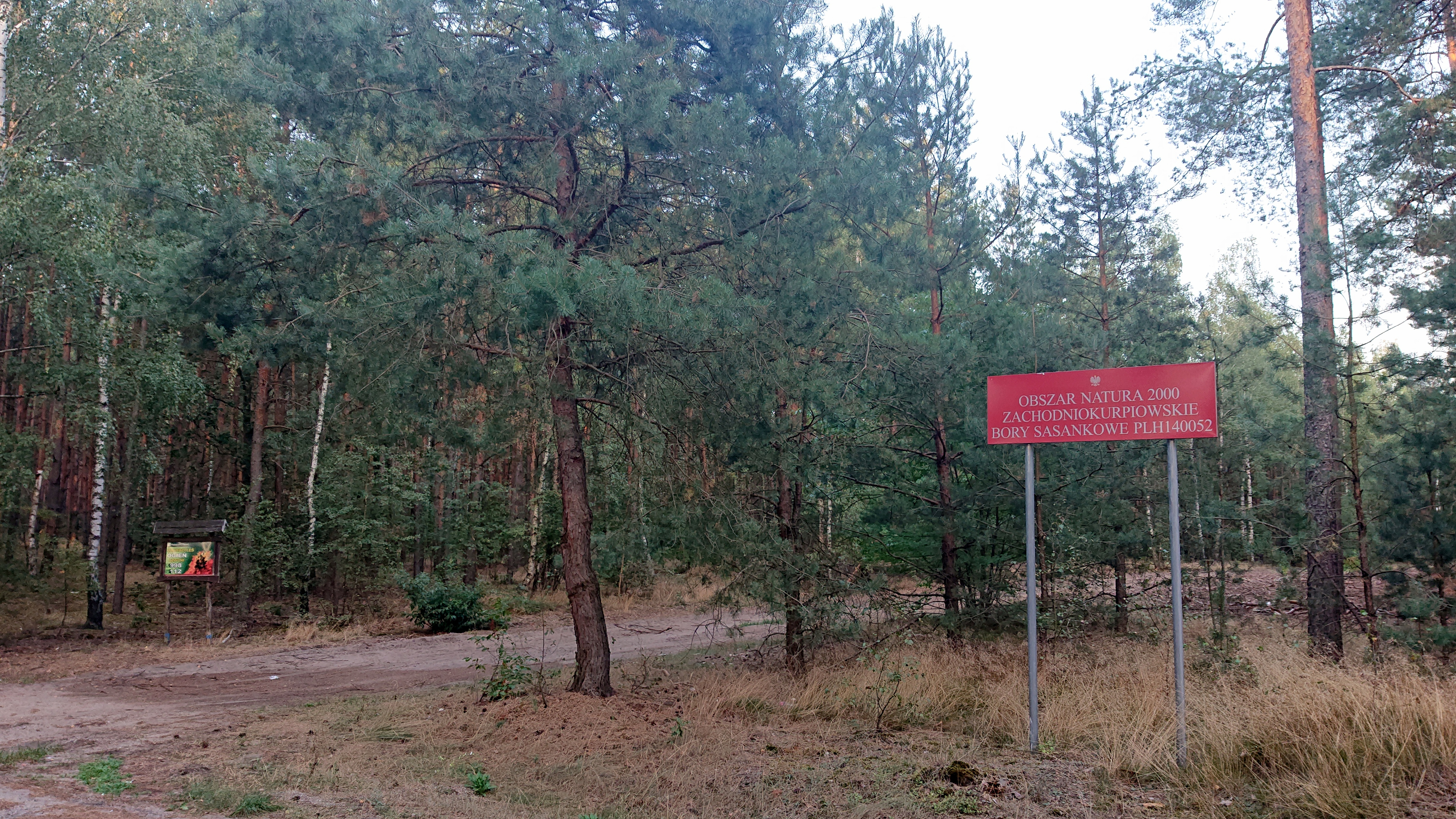
Natura 2000 Zachodniokurpiowskie Bory Sasankowe
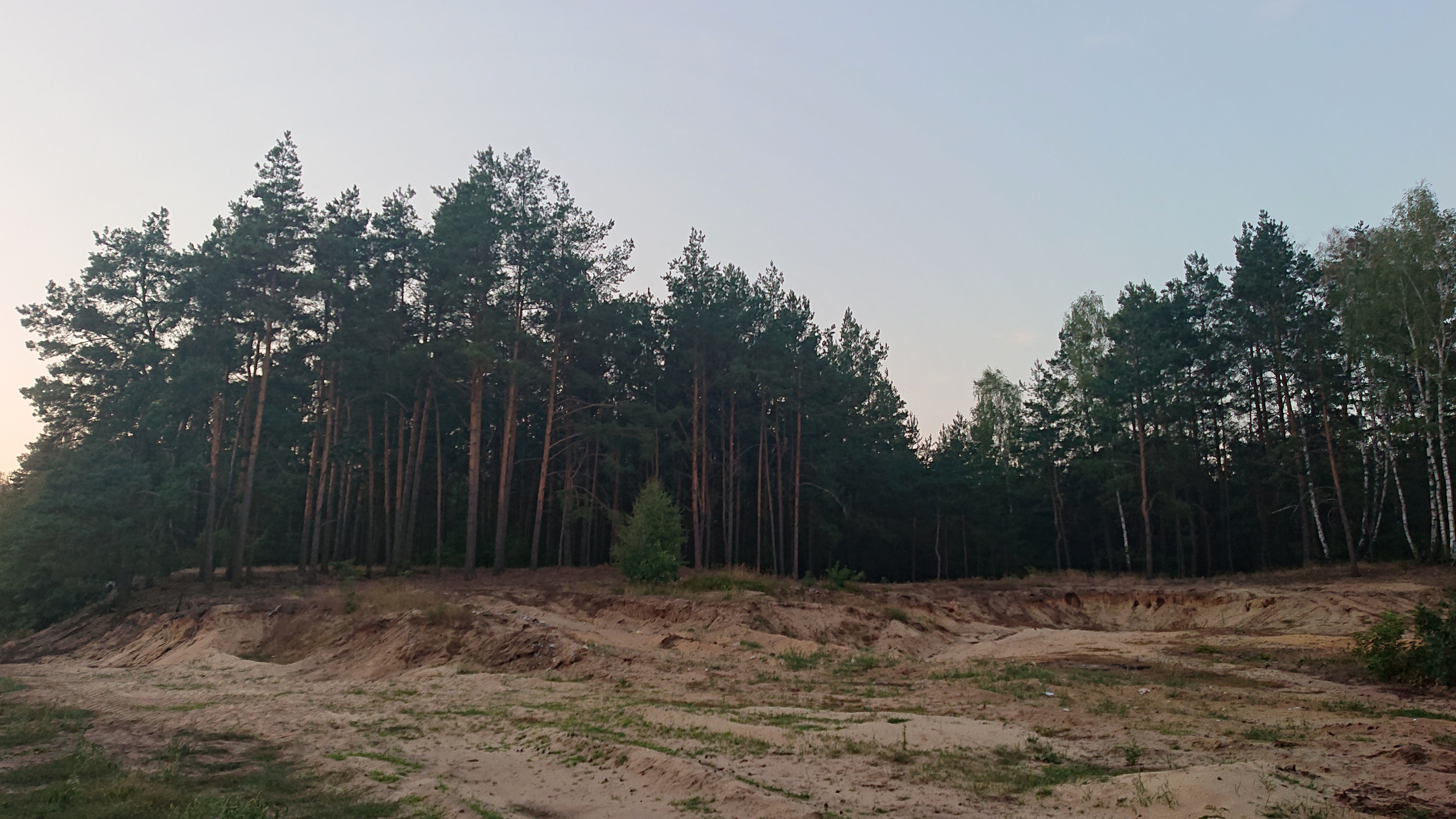
Wydma charakterystyczna dla Puszczy Zielonej